# Torneo femenino de fútbol en los Juegos Suramericanos de 2014
El torneo de fútbol femenino en los X Juegos Suramericanos de 2014 se disputó entre los días 8 y 16 de marzo, jugándose la totalidad de los partidos en el Estadio Bicentenario Municipal de La Florida de Santiago. Participaron del torneo 7 equipos.

## Sede
| Ciudad   | Estadio                                      | Capacidad |
| -------- | -------------------------------------------- | --------- |
| Santiago | Estadio Bicentenario Municipal de La Florida | 12.000    |

## Equipos participantes
Anexo:Equipos participantes en el Torneo femenino de fútbol de los Juegos Suramericanos de 2014
| Equipos participantes | Equipos participantes | Equipos participantes | Equipos participantes |
| --------------------- | --------------------- | --------------------- | --------------------- |
| Argentina             | Bolivia               | Brasil                | Chile                 |
| Colombia              | Uruguay               | Venezuela             |                       |

## Resultado

### Primera fase

#### Grupo A
| Equipo    | Pts | PJ | PG | PE | PP | GF | GC | Dif |
| --------- | --- | -- | -- | -- | -- | -- | -- | --- |
| Chile     | 6   | 2  | 2  | 0  | 0  | 3  | 0  | 3   |
| Argentina | 3   | 2  | 1  | 0  | 1  | 4  | 1  | 3   |
| Bolivia   | 0   | 2  | 0  | 0  | 2  | 0  | 6  | -6  |

| 8 de marzo de 2014, 20:00 | Chile      | 1:0 (1:0) | Argentina | Estadio Bicentenario Municipal de La Florida, Santiago, Chile |  |
|                           | Moroso 25' | Reporte   |           |                                                               |  |

| 10 de marzo de 2014, 18:00 | Argentina                                  | 4:0 (2:0) | Bolivia | Estadio Bicentenario Municipal de La Florida, Santiago, Chile |  |
|                            | Quiñones 8' · Banini 36' 56' · Pereyra 85' | Reporte   |         |                                                               |  |

| 12 de marzo de 2014, 20:00 | Chile                                    | 2:0 (1:0) | Bolivia | Estadio Bicentenario Municipal de La Florida, Santiago, Chile |  |
|                            | Huanca-Coaquira 15' (g.e.c.) · Araya 82' | Reporte   |         |                                                               |  |

#### Grupo B
| Equipo    | Pts | PJ | PG | PE | PP | GF | GC | Dif |
| --------- | --- | -- | -- | -- | -- | -- | -- | --- |
| Brasil    | 7   | 3  | 2  | 1  | 0  | 7  | 1  | 6   |
| Venezuela | 6   | 3  | 2  | 0  | 1  | 5  | 5  | 0   |
| Colombia  | 3   | 3  | 1  | 0  | 2  | 3  | 3  | 0   |
| Uruguay   | 1   | 3  | 0  | 1  | 2  | 0  | 6  | -5  |

| 8 de marzo de 2014, 16:00 | Colombia | 0:1 (0:1) | Venezuela    | Estadio Bicentenario Municipal de La Florida, Santiago |  |
|                           |          | Reporte   | Zambrano 16' |                                                        |  |

| 8 de marzo de 2014, 18:00 | Brasil | 0:0     | Uruguay | Estadio Bicentenario Municipal de La Florida, Santiago |  |
|                           |        | Reporte |         |                                                        |  |

| 10 de marzo de 2014, 16:00 | Colombia                | 2:0 (0:0) | Uruguay | Estadio Bicentenario Municipal de La Florida, Santiago |  |
|                            | Santos 70' · Ospina 87' | Reporte   |         |                                                        |  |

| 10 de marzo de 2014, 20:00 | Brasil                                                                 | 5:0 (4:0) | Venezuela | Estadio Bicentenario Municipal de La Florida, Santiago |  |
|                            | Cristiane 13' 63' · Darlene da Souza 23' · Benites 26' · Barbosa 39' · | Reporte   |           |                                                        |  |

| 12 de marzo de 2014, 16:00 | Uruguay | 0:4 (0:2) | Venezuela                                | Estadio Bicentenario Municipal de La Florida, Santiago |  |
|                            |         | Reporte   | Ascanio 9' 29' · Viso 58' · Oliveros 90' |                                                        |  |

| 12 de marzo de 2014, 18:00 | Brasil                         | 2:1 (1:0) | Colombia   | Estadio Bicentenario Municipal de La Florida, Santiago |  |
|                            | de Miranda 30' · Benites 46' · | Reporte   | Pineda 65' |                                                        |  |

### Fase final

#### Semifinal
| 14 de marzo de 2014, 18:00 | Brasil                                  | 0:0 (4:5 p.)               | Argentina                                            | Estadio Bicentenario Municipal de La Florida, Santiago |  |
|                            |                                         | Reporte                    |                                                      |                                                        |  |
|                            |                                         | Tiros desde el punto penal |                                                      |                                                        |  |
|                            | Cristiane · Bia Vaz · Tamires · Poliana |                            | Vallejos · Larroquete · Banini · Espíndola · Pereyra |                                                        |  |

| 14 de marzo de 2014, 20:00 | Chile                                | 0:0 (3:1 p.)               | Venezuela                         | Estadio Bicentenario Municipal de La Florida, Santiago |  |
|                            |                                      | Reporte                    |                                   |                                                        |  |
|                            |                                      | Tiros desde el punto penal |                                   |                                                        |  |
|                            | Rothfeld · Pinilla · Aedo · Guerrero |                            | Rangel · Viso · Gallardo · Ulacio |                                                        |  |

#### Tercer puesto
| 16 de marzo de 2014, 18:00 | Brasil                                  | 2:0 (1:0) | Venezuela | Estadio Bicentenario Municipal de La Florida, Santiago |  |
|                            | Bruna Benites 15' · Poliana Barbosa 84' | Reporte   |           |                                                        |  |

#### Final
| 16 de marzo de 2014, 20:00 | Chile     | 1:2 (0:1) | Argentina                 | Estadio Bicentenario Municipal de La Florida, Santiago |  |
|                            | Araya 52' | Reporte   | Banini 45+1' · Oviedo 69' |                                                        |  |

| Bandera de Argentina |
| Campeona Argentina   |